# Confederação Brasileira de Atletismo
La Confederazione brasiliana di atletica leggera (Confederação Brasileira de Atletismo, CBAt ) è l'organo di governo dell'atletica leggera in Brasile . Presidente per il periodo 2013-2016 è José Antonio Martins Fernandes .

## Storia
La confedderazione brasiliana di atletica leggera è stata fondata il 2 dicembre 1977. Ha sostituito la Federação Brasileira de Sportes Atléticos, fondata nel 1914.
Roberto Gesta de Melo è l'ex presidente della confederazione. Il suo mandato è scaduto nel 2013.

## Affiliazioni
Cbat rappresenta la federazione nazionale per il Brasile nelle seguenti organizzazioni internazionali:
- Atletica mondiale
- Confederación Sudamericana de Atletismo (CONSUDATLE; Confederazione sudamericana di atletica leggera )
- Associazione Panamericana di Atletica Leggera (APA)
- Associazione Iberoamericana de Atletismo (AIA; Associazione Iberoamericana di Atletica Leggera)

La confederazione di atletica leggera brasiliana comprende, le federazioni di atletica leggera degli stati federali brasiliani .
| State               | Organisation                                                      | Link                                                                      |
| ------------------- | ----------------------------------------------------------------- | ------------------------------------------------------------------------- |
| Acre                | Federação Acreana de Atletismo - FAcA                             |                                                                           |
| Alagoas             | Federação Alagoana de Atletismo - FAAt                            |                                                                           |
| Amapá               | Federação de Atletismo do Amapá - FAAp                            |                                                                           |
| Amazonas            | Federação Desportiva de Atletismo do Estado do Amazonas - FEDAEAM |                                                                           |
| Bahia               | Federação Bahiana de Atletismo - FBA                              | www.fba.org.br                                                            |
| Ceará               | Federação Cearense de Atletismo - FCAt                            | www.fcatletismo.com.br                                                    |
| Distrito Federal    | Federação de Atletismo do Distrito Federal - FAtDF                | www.fatdf.org.br                                                          |
| Espírito Santo      | Federação Capixaba de Atletismo - FECAt                           |                                                                           |
| Goiás               | Federação Goiana de Atletismo - FGAt                              | atletismodegoias.com                                                      |
| Maranhão            | Federação Atlética Maranhense - FAMA                              |                                                                           |
| Mato Grosso         | Federação de Atletismo de Mato Grosso - FAMT                      | www.famt.com.br                                                           |
| Mato Grosso do Sul  | Federação de Atletismo de Mato Grosso do Sul - FAMS               |                                                                           |
| Minas Gerais        | Federação Mineira de Atletismo - FMA                              |                                                                           |
| Pará                | Federação Paraense de Atletismo - FPAt                            | www.fpat.com.br                                                           |
| Paraíba             | Federação Paraibana de Atletismo - FPbA                           |                                                                           |
| Paraná              | Federação de Atletismo do Paraná - FAP                            | www.atletismofap.org.br                                                   |
| Pernambuco          | Federação Pernambucana de Atletismo - FEPA                        | www.atletismopernambucano.com.br                                          |
| Piauí               | Federação de Atletismo do Piauí - FAPI                            |                                                                           |
| Rio de Janeiro      | Federação de Atletismo do Estado do Rio de Janeiro - FARJ         | www.atletismorio.com.br Archiviato il 6 giugno 2012 in Internet Archive.  |
| Rio Grande do Norte | Federação Norte-Rio-Grandense de Atletismo - FNA                  | www.fnatletismo.com.br                                                    |
| Rio Grande do Sul   | Federação de Atletismo do Estado do Rio Grande do Sul - FAERGS    | www.faergs.org.br Archiviato il 30 marzo 2023 in Internet Archive.        |
| Rondônia            | Federação de Atletismo de Rondônia - FARO                         |                                                                           |
| Roraima             | Federação Roraimense de Atletismo - FERA                          |                                                                           |
| Santa Catarina      | Federação Catarinense de Atletismo - FCA                          | www.fcatletismo.org.br                                                    |
| São Paulo           | Federação Paulista de Atletismo - FPA                             | www.atletismofpa.org.br Archiviato il 19 agosto 2013 in Internet Archive. |
| Sergipe             | Federação Sergipana de Atletismo - FSAt                           |                                                                           |
| Tocantins           | Federação de Atletismo do Estado do Tocantins - FATO              |                                                                           |

## Fornitori di divise e kit
I kit del Brasile sono attualmente forniti dal marchio Nike.

## Record nazionali
- record brasiliani nell'atletica leggera